# Turda
Turda é uma cidade do județ (distrito) de Cluj, Roménia. Está situada na região histórica da Transilvânia. Em 2002 tinha 55887 habitantes.

## Património
- Mina de Turda (Salina Turda em romeno), uma mina de sal formada há 14 milhões de anos, a uma profundidade de 1,2 quilómetros. A descida faz-se ao máximo de 850 metros.